# سوسة فراشية رمادية
سوسة فراشية رمادية (الاسم العلمي: Tinea cinerella) هي نوع من الحشرات تتبع جنس السوسة الفراشية من فصيلة السوسيات الفراشية.